# Szoligalics
Szoligalics (oroszul: Солигалич) város Oroszország Kosztromai területén; a Szoligalicsi járás székhelye, gyógyüdülőhely. Lakossága: 6438 fő (a 2010. évi népszámláláskor).
Neve az orosz szol (jelentése: 'só') és a Galics földrajzi név összetételével keletkezett. 

## Fekvése
A Kosztromai terület északnyugati részén, Kosztromától országúton 219 km-re, a Kosztroma folyó partján terül el. A Galicsi-hátság nyúlványain, a Kosztroma folyó felső folyásának jobb partján épült. A legközelebbi vasútállomás a 95 km-re délre fekvő Galics, a transzszibériai vasútvonal északi ágán. Kosztromával a közúti kapcsolatot a Р-100 (R-100) jelű országút biztosítja.

## Története
A 14. század óta ismert település, keletkezését összefüggésbe hozzák egy 1335-ben itt alapított kolostorral. Kezdettől fogva védekezni kényszerült a Vetluga és a Vjatka mentén élő cseremiszekkel (marikkal) szemben, akik ezt a területet sajátjuknak tekintették. 
Szoligalics neve is, címere is őrzi az egykori sófőző telepek emlékét. Évszázadokon át a sófőzés egyik jelentős központja volt. A 14. század közepétől a Galicsi-fejedelemséggel együtt a moszkvai fejedelmek birtokának számított, 1450-ben pedig végleg a Moszkvai nagyfejedelemség része lett. A jobb partra épült települést a folyó túlsó partján földsáncokkal körülvett erődítmény védte, a sáncok maradványai ma is láthatók. Az erődítményt 1532-ben a tatárok eredménytelenül ostromolták, de a lengyel csapatok 1609-ben elfoglalták és felégették.
A település egy időben kőbányáiról is híres volt, a 16. század elején pedig itt is elsajátítottk a mészégetést. Sóval és mésszel megrakott kereskedelmi karavánjaik sorra járták a Volga-menti nagyobb városokat. Szoligalics ekkor még a Volgát és Arhangelszk kikötővárost összekötő fontos kereskedelmi útvonalon feküdt. A 17. században a sónak és a mésznek köszönhetően a város virágkorát élte. Az itt bányászott fehér mészkőt a helyi egyházi építkezéseken is használni kezdték, abból épült a város néhány ma is látható temploma. Az egyszerűbb épületek továbbra is fából készültek, mert a fa sokkal olcsóbb és mindenhol kéznél volt.
Az első kormányzóságok létrehozásakor, 1708-ban Szoligalicsot az Arhangelszki kormányzóságba sorolták, de 1778-ban a Kosztromai kormányzóság városa és ujezd székhelye lett. Többször leégett, a legnagyobb tűzvész 1752-ben, majd 1808-ban pusztított. Ez után felhagytak a sófőzéssel és a sókutakat betemették. 
Egy makarjevi kereskedő 1821-ben megpróbálta újrakezdeni a sófőzést és egy artézi kút fúrásakor rátalált arra a gyógyforrásra, amelynek vizét a lakosság korábban gyógyításra használta. 1841-ben gyógyfürdőt nyitott, mely a város nevezetessége lett. 
A szovjet korszakban felépült egy nagy mészmű (a településtől 5 km-re, 1967-ben kezdte meg a termelést), lenfeldolgozó és tejfeldolgozó üzem is működött.

## A 21. században
A folyó jobb partján elterülő parkban van a gyógyászati központ, ahol a gyógyfürdőhöz és az iszapfürdőhöz szanatórium csatlakozik. A gyógyvíz és -iszap főként mozgásszervi, nőgyógyászati és idegrendszeri betegségek gyógyítására alkalmas. 
Az egykori vásártéren fennmaradt a kereskedősor épülete, az utcákon sok a régi, faragványos faház. A városközpontban emelkedik a Voszkreszenszkij-  (Feltámadás-) kolostor épületegyüttese ötkupolás központi templomával és magasra nyúló harangtornyával (1660–1669). Közelében a Bogorogyice-Rozsgyesztvenszkij-székesegyház (Istenanya születése-templom) és többszintes harangtornya látható.